# Marcin Kądziołka
Marcin Kądziołka (ur. 1983) – polski fotograf.

## Życiorys
Jako fotograf pracuje od 2006. Jest właścicielem agencji Press Photo Center. Był pomysłodawcą i współorganizatorem Polskiego Konkursu Fotografii Sportowej. Trudni się fotografią sportową, biznesową i podróżniczą.

## Nagrody
Nagrody:
- nominacja do finału konkursu Grand Press Photo (2012, 2013, 2016),
- laureat BZ WBK Press Photo (2012),
- laureat Gdańsk Press Photo (2012),
- nominacja do finału konkursu Hasselblad Masters (2014)[1].